# Jakob Resch
Jakob Resch ist ein ehemaliger deutscher Bobsportler.
Er trat für den WSV Königssee an und errang zweimal die Bronzemedaille bei Weltmeisterschaften, 1977 im Viererbob und 1978 im Zweierbob. 1982 war er deutscher Meister im Zweierbob.
Jakob Resch lebt in Ramsau bei Berchtesgaden. Seit 1950 im Familienbesitz, führte er in seinem Heimatort gemeinsam mit seiner Frau den gleichnamigen Hotel-Gasthof an der Hindenburglinde, den sie 2009 an ihren Sohn übergaben.